# Martin Šimek
Martin Šimek (narozen 7. listopadu 1948 v Praze) je nizozemský moderátor, publicista a někdejší tenisový trenér českého původu. Jeho starším bratrem byl humorista Miloslav Šimek.

## Kariéra
Během Pražského jara 1968 emigroval z Československa a usadil se v Nizozemsku, kde vystudoval ekonomii a uchytil se jako trenér tenisu. V tomto povolání byl dosti úspěšný, jeho odchovanec Michiel Schapers roku 1988 dosáhl 25. místa v žebříčku ATP.
Později se prosadil jako rozhlasový a televizní moderátor, po 17 let (1991–2008) měl vlastní půlnoční talkshow na prvním rozhlasovém kanále. Dále kreslí karikatury (pod pseudonymem „AnoNe“) a píše sloupky pro různá média.
Roku 2009 byl oceněn „Stříbrným mikrofonem“ (Zilveren Reissmicrofoon), nejvýznamnější nizozemskou rozhlasovou cenou.

## Osobní život
Má ženu původem ze Surinamu, s níž má dva syny.
Pobývá střídavě v Amsterdamu, Praze a vesnici Isca sullo Ionio v Kalábrii.